# Anna In w grobowcach świata
Anna In w grobowcach świata – powieść Olgi Tokarczuk wydana w 2006 roku.

## Opis
Olga Tokarczuk wzięła na warształ mit o Isztar (sum. Inana), bogini wojny i miłości, z czasem głównej i jedynej liczącej się bogini w mitologii mezopotamskiej, która zstępuje do krainy zmarłych.

## Nagrody
W 2025 powieść otrzymała nagrodę Tähtifantasia, przyznawaną przez Helsińskie Stowarzyszenie Miłośników Literatury Science Fiction (w tł. fińskim Anna In maailman hautakammioissa)

## Adaptacja
- Ja, Nina Szubur – wydany w 2018 roku przez Wydawnictwo Komiksowe komiks Daniela Chmielewskiego[5].
- 16 września 2018 roku w Krakowie miała miejsce prapremiera opery Ahat Ili. Siostra bogów, do której libretto na podstawie Anny In napisała sama Olga Tokarczuk[6].